# Hamburg-Wandsbeker Rennen

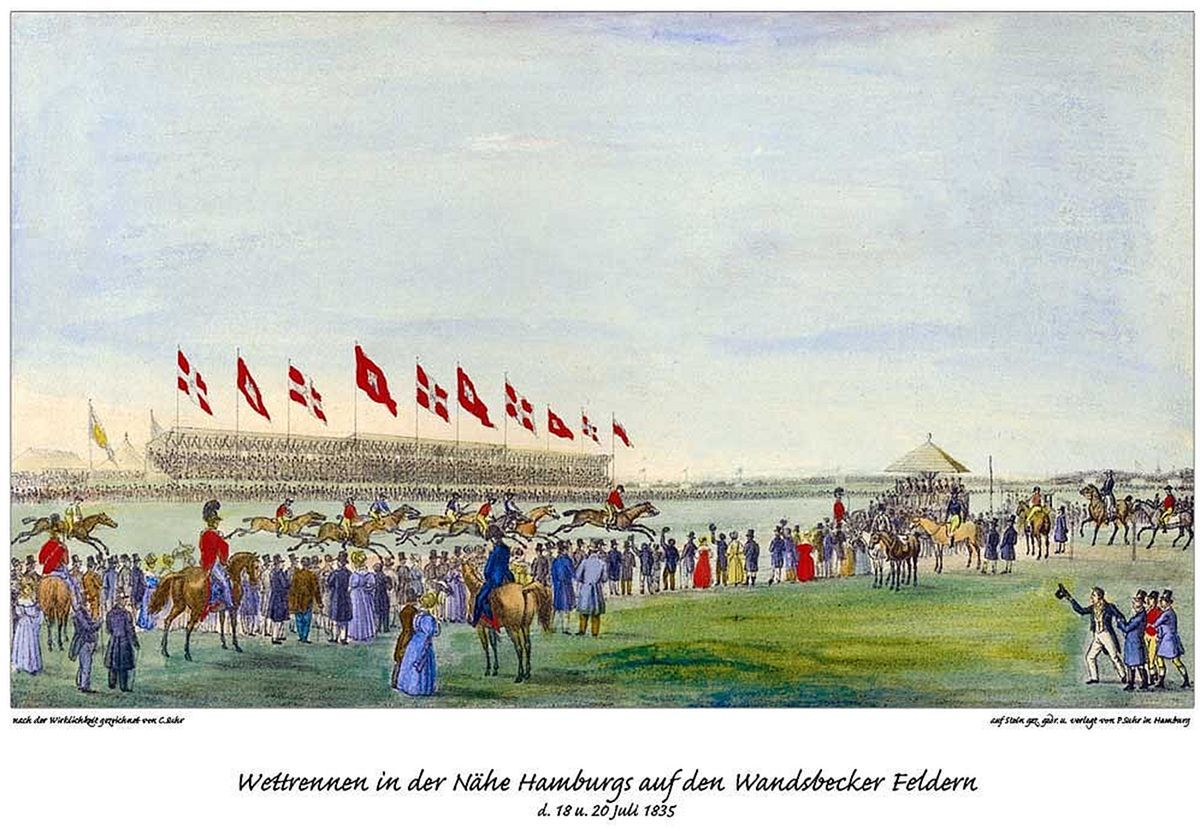
Pferderennen auf den Wandsbeker Feldern 1835, Lithografie von Peter Suhr

Von 1835 bis 1847 wurden in Wandsbek Pferderennen durchgeführt, die an zwei oder drei Tagen im Sommer veranstaltet wurden. Es war die erste von insgesamt sechs Galopprennbahnen, die im Laufe der Jahre auf dem heutigen Gebiet der Stadt Hamburg (in den Grenzen seit 1937) angelegt wurden, und somit indirekte Vorläuferin der heutigen Horner Rennbahn.

## Geschichte
Die ersten Pferderennen in Wandsbek wurden am 18. und 20. Juli 1835 abgehalten.
Initiator der „englischen Pferderennen“ war Christian August Herzog von Schleswig-Holstein-Sonderburg-Augustenburg, ein Pferdenarr. Zu den weiteren Protagonisten gehörten Johann Georg Wachenhusen und Magnus Friedrich von Holmer. Wachenhusen hatte ab 1825 die „Zeitung für Pferdeliebhaber“ herausgegeben. In einer Ausgabe von 1827 erläuterte darin ein ehemaliger englischer Offizier die unterschiedlichen Formen und Regeln des englischen Wettrennens. Wachenhusen war auch von Herzog Christian August als Sekretär der Oldesloer Pferderennen eingesetzt. Ein Duell beendete 1833 sein Leben. Das Sekretariat der Wandsbecker Rennbahn hatte Graf von Holmer übernommen. Holmer residierte während der Renntage im Hotel „Zur alten Stadt London“ am Jungfernstieg in Hamburg, wo dann auch das Sekretariat war. Zu seiner Zuständigkeit gehörte es, die Journalisten der Hamburger Zeitungen mit Informationen zu Reiter, Pferde und Renngeschehen zu informieren.
Bei dem ersten Rennen war Christian August Herzog von Schleswig-Holstein persönlich anwesend. Er war nach Hamburg gereist und hatte sich im Hotel „Zur alten Stadt London“ einquartiert. Prinz Carl von Preußen hatte das Richteramt für die Veranstaltung übernommen.
Im Sommer wurden an zwei Tagen regelmäßig Rennen veranstaltet, 1845 sogar an drei Tagen. 1847 wurden die letzten Rennen durchgeführt. Über die Gründe des Endes kann nur spekuliert werden: Zum einen hatte es wiederholt an der finanziellen Unterstützung gefehlt, wie die Hamburger Nachrichten schon 1844 anmerkten, zum anderen mögen politische Ereignisse eine Rolle gespielt haben. Herzog Christian von Augustenburg als Förderer des Rennsports hatte sich 1846 der schleswig-holsteinische Unabhängigkeitsbewegung gegen den dänischen König Christian VIII. angeschlossen.

## Veranstalter
Als Veranstalter hatte sich eine Aktiengesellschaft zur Durchführung von Pferderennen gebildet. Die Aktionäre waren größtenteils Hamburger Bürger, da deren Versammlungen in Hamburg abgehalten wurden. Zu ihnen gehörten die Brüder George und Charles Parish und Heinrich Johann Merck. Die Aktionäre hatten ein Billet für die Tribüne frei. Ein Name für die Aktiengesellschaft konnte nicht ermittelt werden.

## Geläuf
Die genaue Lage des Geläufes, das „Wandsbeker Felder“ genannt wurde, ist unbekannt. Einem Zeitungsartikel aus dem Jahr 1835 zufolge sollten die Besucher aus Horn kommend einen nach Jenfeld führenden Fahrweg nutzen und diejenigen, die von Hamburg kamen, vom Schimmelmannschen Schloss durch das Wandsbeker Gehölz zur Rennbahn gehen. Die heutige Bovestraße hieß einmal Rennbahnstraße. Die Rennbahn war vom vorletzten Besitzer des Wandsbeker Schlosses Christian Carl von Schimmelmann (1767–1842) angelegt worden.
Das Geläuf wurde nach Beendigung der Galopprennen wieder genutzt. Von 1874 bis 1885 veranstaltete der „Hamburger Traber-Club“ auf dem „ehemaligen Wandsbecker Rennfelde hinter Groß-Jüthorn“ Trabrennen. Von 1886 bis 1901 fanden die Trabrennen auf einer Rennbahn am Mühlenkamp in Winterhude statt.

## Training
Die Rennpferde wurden einige Tage vor Rennbeginn nach Wandsbek gebracht. Früh am Morgen liefen sie dann einige Runden auf der Rennbahn. Es war erlaubt, dabei zuzusehen.

## Prominente Zuschauer
- Die meisten Zuschauer kamen aus Hamburg. Sie fuhren dabei in Kutschen. Die Fahrt dauerte etwa eine Stunde.
- 1837 Graf Blücher-Altona und George Parish sahen dem Rennen zu.
- Zu den Rennen im Jahr 1838 waren Wilhelm Herzog von Braunschweig, der Großherzog von Mecklenburg–Schwerin und Friedrich Carl Prinz von Preussen nach Hamburg gekommen.[13]

## Kuriositäten
- Wenn die Zuschauer auf der überdachten Tribüne die Plätze eingenommen hatten, mussten sie dort über die gesamte Zeit der Rennen sitzenbleiben. Es wurde 1839 angeregt, dass die Zuschauer während der Pausen zwischen den Rennen „promenieren“ können.[14]
- 1840 fand erstmals ein Trabrennen statt. Bei den Vorbereitungen waren die Reiter nicht diszipliniert.[15]

## Vorgeschichte
Die ersten jährlich veranstalteten „englischen Pferderennen“ wurden in Mecklenburg ausgetragen. Sie fanden im Rahmen landwirtschaftlicher Ausstellungen und Tierschauen 1827 in Güstrow statt. Auf dem Lande saßen daher auch diejenigen, die spezielle Pferde für Rennen zu züchten begannen und Gestüte aufbauten. Aus dem sprichwörtlich „begüterten“ Adel stammten daher die ersten Rennstallbesitzer.
Die ersten Pferderennen in den damaligen Herzogtümern Holstein und Schleswig wurden im Jahr 1830 in Oldesloe, Itzehoe und Schleswig durchgeführt.

## Rennen
| Tag        | Datum           | Nr.         | Rennen                                                                               | Länge                      | HPC                      | Sieger                          | Besitzer                          |
| Sonnabend  | 18. Juli 1835   | I.          | Rennen für dreijährige Pferde                                                        |                            |                          | Dorothea                        | Lichtwald                         |
|            |                 | II.         | Rennen für dreijährige und ältere Pferde                                             |                            | für 3 jähr.              | Zampa                           | von Schleswig-Holstein            |
|            |                 | III.        | Rennen für dreijährige und ältere Halbblut-Pferde                                    |                            | für 3 jähr. und älter    | Marmion                         | von Maltzahn (Cummerow)           |
|            |                 | IV.         | Silber-Pokal des Hamburger Damen-Verein                                              |                            |                          | Kildare                         | von Bernstorff (Gartow)           |
|            |                 | V.          | Sweepstakes (Heat)                                                                   |                            |                          | Sophia                          | Taylor White                      |
| Montag     | 20. Juli 1835   | VI.         | Rennen                                                                               |                            | für 3 jähr. und 4 jähr.  | Miss Bell                       |                                   |
|            |                 | VII.        | Rennen für Halbblut-Pferde                                                           | 7000                       | für 3 jähr. und älter    | Miethlev                        | von Ahlefeld (Sardorf)            |
|            |                 | VIII.       | Rennen                                                                               |                            | für 3 jähr. und älter    | Lady Charlotte                  | von Biel (Zierow)                 |
|            |                 | IX.         | Hamburger Gold-Pokal (Heat)                                                          |                            |                          | Freya                           | Weber (Rosenkranz)                |
|            |                 | X.          | Rennen                                                                               |                            |                          | Invalid                         | Völkers                           |
|            |                 | XI.         | Rennen                                                                               |                            |                          | Red Rover                       | Fischer (Augustenburg)            |
| Sonnabend  | 30. Juli 1836   | I.          | Rennen                                                                               | 4000                       | für 3 jähr.              | Vera                            | von Maltzahn (Cummerow)           |
|            |                 | II.         | Rennen                                                                               | 6000                       |                          | Ganges                          | von Wilamowitz-Möllendorf         |
|            |                 | III.        | Prinz-Carl-von-Preußen-Stakes                                                        | 4000                       | für 3 jähr.              | Brillante                       | von Wilamowitz-Möllendorf         |
|            |                 | IV.         | Sweepstakes                                                                          | 3500                       |                          |                                 |                                   |
|            |                 | V.          | Match                                                                                |                            |                          | Vielliebchen                    | Völkers                           |
| Montag     | 1. August 1836  | I.          | Hamburg-Stakes                                                                       | 3000                       | für 3 jähr.              | Violante                        | von Schleswig-Holstein            |
|            |                 | II.         | Rennen für dreijährige und ältere Halbblut-Pferde                                    | 7000                       | für 3 jähr. und älter    | Marmion                         | von Maltzahn (Cummerow)           |
|            |                 | III.        | Rennen für dreijährige und ältere Pferde                                             | 6000                       | für 3 jähr. und älter    | Ganges                          | von Wilamowitz-Möllendorf         |
|            |                 | IV.         | Hamburger Preis (Goldpokal)                                                          | 3000                       |                          | Miss Bell                       | Völkers                           |
|            |                 | V.          | Match                                                                                |                            |                          | Zampa                           | August Heeren                     |
|            |                 | VI.         | Silber Pokal                                                                         | 3500                       |                          | Furfan                          | Tonnerjhelm                       |
| Montag     | 31. Juli 1837   | I.          | Sweepstakes                                                                          | 2000                       | 2 jähr.                  | Figaro                          | von Hahn (Basedow)                |
|            |                 | II.         | Prinz-Carl-von-Preußen-Stakes                                                        | 4000                       | für 3 jähr.              | Cabura                          | von Schleswig-Holstein            |
|            |                 | III.        | Rennen für dreijährige und ältere Pferde                                             | 6000                       | für 3 jähr. und älter    | Ganges                          | von Wilamowitz-Möllendorf         |
|            |                 | IV.         | Großherzog-Paul-von-Mecklenburg-Stakes                                               | 4500                       | für 4 jähr.              | Galliard                        | von Wilamowitz-Möllendorf         |
|            |                 | V.          | Produce-Stakes                                                                       | 3500                       | für 3 jähr.              | Nausicaa                        | von Schleswig-Holstein            |
|            |                 | VI.         | Louise-Sophie zu Schleswig-Holstein S.A.                                             | 6000                       | für 3 jähr. und älter    | The Professor                   | Fischer                           |
| Mittwoch   | 2. August 1837  | VII.        | Hamburg Stakes                                                                       | 3000                       | für 3 jähr.              | Basedow                         | von Hahn (Basedow)                |
|            |                 | VIII.       | Rennen für dreijährige und ältere Pferde                                             | 6000                       | für 3 jähr. und älter    | Egremont                        | von Schleswig-Holstein            |
|            |                 | IX.         | Rennen für dreijährige und ältere Halbblut-Pferde                                    | 7000                       | für 3 jähr. und älter    | Miethlev                        | von Ahlefeld (Sardorf)            |
|            |                 | X.          | Frederik-Ferdinand-Stakes                                                            | 4000                       | für 3 jähr.              | Cabura                          | von Schleswig-Holstein            |
|            |                 | XI.         | Gentlemen Sweepstakes                                                                | 4000                       |                          | Mozart                          | von Hahn (Basedow)                |
| Donnerstag | 3. August 1837  | XII.        | Preis des Königs von Dänemark                                                        | 4500                       | für 3 jähr. und älter    | Egremont                        | von Schleswig-Holstein            |
|            |                 | XIII.       | Christian-August-Stakes                                                              | 4000                       | für 3 jähr.              | Basedow                         | von Hahn (Basedow)                |
|            |                 | XIV.        | Hamburger Preis (Goldpokal)                                                          | 3000                       |                          | Luminary                        | von Wilamowitz-Möllendorf         |
| Sonnabend  | 5. August 1837  | XV.         | Steeple Chase                                                                        |                            |                          | Furfan                          | von Westphalen (Rixdorf)          |
| Mittwoch   | 25. Juli 1838   | I.          | Sweepstakes                                                                          | 2000                       | für 2 jähr.              | Rowton                          | von Veltheim (Kammerherr)         |
|            |                 | II.         | Prinz-Carl-von-Preußen-Stakes                                                        | 4000                       | für 3 jähr.              | Novalist                        | von Hahn (Basedow)                |
|            |                 | III.        | Rennen für dreijährige und ältere Pferde                                             | 6000                       | für 3 jähr. und älter    | Donna Maria                     | von Veltheim (Destedt)            |
|            |                 | IV.         | Großherzog-Paul-von-Mecklenburg-Stakes                                               | 4500                       | für 4 jähr.              | Mozart                          | von Hahn (Basedow)                |
|            |                 | V.          | Produce-Stakes                                                                       | 3500                       | für 3 jähr.              | Moses                           | von Schleswig-Holstein            |
| Donnerstag | 26. Juli 1838   | VI.         | Hamburg Stakes                                                                       | 3000                       | für 3 jähr.              | Figaro                          | von Hahn (Basedow)                |
|            |                 | VII.        | Rennen für dreijährige und ältere Pferde                                             | 6000                       | für 3 jähr. und älter    | Egremont                        | von Schleswig-Holstein            |
|            |                 | VIII.       | Rennen für dreijährige und ältere Halbblut-Pferde                                    | 7000                       | für 3 jähr. und älter    | Marmion                         | von Maltzahn (Cummerow)           |
|            |                 | IX.         | Frederik-Ferdinand-Stakes                                                            | 4000                       | für 3 jähr.              | Pleniro                         | von Biel                          |
|            |                 | X.          | Hamburg-Wandsbecker Steeple-Chase                                                    |                            |                          | Amazon                          | von Schleswig-Holstein            |
| Sonnabend  | 28. Juli 1838   | XI.         | Preis des Königs von Dänemark (Heat)                                                 |                            |                          |                                 |                                   |
|            |                 | XII.        | Christian-August-Stakes                                                              |                            |                          | Novalist                        | von Hahn (Basedow)                |
|            |                 | XIII.       | Hamburg-Altonaer Subscriptions-Preis-Rennen                                          |                            |                          | Egremont                        | von Schleswig-Holstein            |
|            |                 | XIV.        | Match                                                                                |                            |                          | North Star                      | von Maltzahn (Cummerow)           |
|            |                 | XV.         | Handicap für geschlagene Pferde                                                      | 4500                       |                          | Miethlev                        | von Ahlefeld (Sardorf)            |
| Montag     | 22. Juli 1839   | I.          | Sweepstakes                                                                          | 2000                       | für 2 jähr.              | Brunswiker                      | Lichtewald (Neubrandenburg)       |
|            |                 | II.         | Prinz-Carl-von-Preußen-Stakes                                                        | 4000                       | für 3 jähr.              |                                 |                                   |
|            |                 | III.        | Rennen für dreijährige und ältere Pferde                                             | 6000                       | für 3 jähr. und älter    | Margarethe                      | von Nathusius (Hundisburg)        |
|            |                 | IV.         | Großherzog-Paul-von-Mecklenburg-Stakes                                               | 4500                       | für 4 jähr.              | Lara                            | von Wilamowitz-Möllendorf         |
|            |                 | V.          | Produce-Stakes                                                                       | 3500                       | für 3 jähr.              | Morella                         | von Schleswig-Holstein            |
|            |                 | VI.         | Rennen für dreijährige und ältere Halbblut-Pferde                                    | 7000                       |                          | Podarkes                        | Petersen                          |
| Mittwoch   | 24. Juli 1839   | VII.        | Hamburg Stakes                                                                       | 3000                       | für 3 jähr.              | Amsterdam                       | von Schleswig-Holstein            |
|            |                 | VIII.       | Rennen für dreijährige und ältere Pferde                                             | 6000                       | für 3 jähr. und älter    | Margarethe                      | von Nathusius (Hundisburg)        |
|            |                 | IX.         | Sweepstakes                                                                          | 3000                       | für 3 jähr.              | Redgauntlet                     | Tamm (Muggesfelde)                |
|            |                 | X.          | Frederik-Ferdinand-Stakes                                                            | 4000                       | für 3 jähr.              |                                 |                                   |
|            |                 | XI.         | Hamburg-Braunschweiger Stakes                                                        |                            | für 3 jähr.              | Rowtona                         | von Veltheim (Destedt)            |
| Donnerstag | 25. Juli 1839   | XIII.       | Preis des Königs von Dänemark (Heat)                                                 | 4500                       | für 3 jähr. und älter    | Sir Stamford                    | Fischer (Augustenburg)            |
|            |                 | XIV.        | Christian-August-Stakes                                                              | 4000                       | für 3 jähr.              | Helicon                         | von Biel (Zierow)                 |
|            |                 | XV.         | Hamburg Altonaer Subscriptions-Preis-Rennen                                          |                            |                          | The Cryer                       | Fischer (Augustenburg)            |
| Mittwoch   | 22. Juli 1840   | I.          | Sweepstakes                                                                          |                            | für 2 jähr. Vollblut     | Emigrant                        | von Wilamowitz-Möllendorf (Gadow) |
|            |                 | II.         | Match                                                                                | 4000                       |                          |                                 | von Veltheim (Duttenstedt)        |
|            |                 | III.        | Prinz-Carl-von-Preußen-Stakes                                                        | 4000                       | für 3 jähr.              | Plenipotentiary                 | von Veltheim (Duttenstedt)        |
|            |                 | IV.         | Rennen für dreijährige und ältere Pferde                                             | 6000                       | für 3 jähr. und älter    | Cabura                          | von Schleswig-Holstein            |
|            |                 | V.          | Großherzog-Paul-von-Mecklenburg-Stakes                                               | 4500                       | für 4 jähr.              | Helicon                         | von Biel (Zierow)                 |
|            |                 | VI.         | Rennen für dreijährige und ältere Halbblut-Pferde                                    | 7000                       | für 3 jähr. und älter    | Podarkes                        | Petersen                          |
| Donnerstag | 23. Juli 1840   | VII.        | Hamburger Stakes                                                                     | 3000                       |                          | Priam                           | von Gneisenau (Sommerschenburg)   |
|            |                 | VIII.       | Rennen für dreijährige und ältere Pferde                                             | 6000                       | für 3 jähr. und älter    | Blue Pill                       | Lichtwald (Neubrandenburg)        |
|            |                 | IX.         | Hamburg-Braunschweiger Rennen                                                        | 3000                       |                          | Gebra                           | von Veltheim (Destedt)            |
|            |                 | X.          | Trabrennen                                                                           |                            |                          |                                 | Lewens                            |
| Sonnabend  | 25. Juli 1840   | XI.         | Preis des Königs von Dänemark (Heat)                                                 | 4500                       | für 3 jähr. und älter    | Blue Pill                       | Lichtwald (Neubrandenburg)        |
|            |                 | XII.        | Christian-August-Stakes                                                              | 4000                       | für 3 jähr.              | Moses                           | von Schleswig-Holstein            |
|            |                 | XIII.       | Hamburg-Altonaer Subscriptions-Preis-Rennen                                          |                            |                          | Lara                            | von Wilamowitz-Möllendorf (Gadow) |
|            |                 | XIV.        | Sweepstakes                                                                          | 3000                       | Halbblut                 |                                 |                                   |
|            |                 | XV.         | Trab-Rennen                                                                          |                            |                          |                                 | Wilkens                           |
| Sonnabend  | 24. Juli 1841   | I.          | Sweepstakes für zweijährige und ältere Vollblut-Pferde                               |                            | für 2 jähr.              | Stute                           | von Schleswig-Holstein            |
|            |                 | II.         | Friedrich-VI-Stakes                                                                  |                            | für 3 jähr.              | Predictor                       |                                   |
|            |                 | III.        | Rennen für dreijährige und ältere Pferde                                             |                            | für 3 jähr. und älter    | Augur                           |                                   |
|            |                 | IV.         | Prinz-Carl-von-Preußen-Stakes                                                        |                            | für 3 jähr. und älter    | Emigrant                        |                                   |
|            |                 | V.          | Großherzog-Paul-von-Mecklenburg-Stakes                                               |                            |                          | Plenary                         |                                   |
|            |                 | VI.         | Rennen für dreijährige und ältere Halbblut-Pferde                                    |                            | für 3 jähr. und älter    | Bianca                          |                                   |
| Montag     | 26. Juli 1841   | VII.        | Hamburg-Wandsbecker Produce-Stakes                                                   |                            | für 3 jähr.              | Stute                           |                                   |
|            |                 | VIII.       | Hamburg-Stakes                                                                       |                            | für 3 jähr.              | Brother to Dart                 |                                   |
|            |                 | IX.         | Rennen für dreijährige und ältere Pferde                                             |                            | für 3 jähr. und älter    | St. Swithin                     |                                   |
|            |                 | X.          | Hamburg-Braunschweiger Stakes                                                        |                            | für 3 jähr. und älter    | Emigrant                        |                                   |
|            |                 | XI.         | Frederik-Ferdinand-Stakes                                                            |                            | für 3 jähr.              | Mylord                          |                                   |
|            |                 |             | Trabrennen                                                                           |                            |                          | Stute                           | Peter Wilkens                     |
| Montag     | 25. Juli 1842   | I.          | Sweepstakes                                                                          | 2000                       | für 2 jähr.              | Calchas                         | von Biel (Zierow)                 |
|            |                 | II.         | Friedrich-VI-Stakes                                                                  | 4500                       | für 3 jähr.              | Wings                           | von Hahn (Basedow)                |
|            |                 | III.        | Rennen für dreijährige und ältere Pferde                                             | 6000                       | für 3 jähr. und älter    | Helios                          | von Hahn (Basedow)                |
|            |                 | IV.         | Prinz-Carl-von-Preußen-Stakes                                                        | 4000                       | für 3 jähr.              | Cerito                          | von Braunschweig-Lüneburg         |
|            |                 | V.          | Großherzogs-Paul-Stakes                                                              | 4500                       | für 4 jähr.              | My Lord                         | von Braunschweig-Lüneburg         |
| Mittwoch   | 27. Juli 1842   | VI.         | Hamburger Stakes                                                                     | 2300                       | für 2 jähr. Vollblut     | Gnade                           | von Wilamowitz-Möllendorf (Gadow) |
|            |                 | VII.        | Hamburg-Wandsbecker Produce-Stakes                                                   | 4000                       | für 3 jähr.              | Stute v. Zany                   | von Maltzahn (Cummerow)           |
|            |                 | VIII.       | Rennen für dreijährige und ältere Pferde                                             | 6000                       | für 3 jähr. und älter    | Amurath                         | Fischer                           |
|            |                 | IX.         | Louisen-Sophien-Rennen                                                               | 4000                       | für 3 jähr. Vollblut     | Black Comet                     | von Hertefeld (Liebenberg)        |
|            |                 | X.          | Hamburg-Braunschweiger Stakes                                                        | ca. 3000                   | für 3 jähr. und 4. jähr. | Mylord                          | von Braunschweig-Lüneburg         |
| Donnerstag | 20. Juli 1843   | I.          | Hamburg Stakes                                                                       | 2300                       | für 2 jähr. Vollblut     | Buffle                          | von Maltzahn (Cummerow)           |
|            |                 | II.         | Friedrich-VI.-Stakes                                                                 | 4500                       | für 3 jähr.              | Actaeon                         | von Hahn (Basedow)                |
|            |                 | III.        | Rennen für dreijährige und ältere Continental-Pferde                                 | 6000                       | für 3 jähr. und älter    | Banquo                          | von Maltzahn (Cummerow)           |
|            |                 | IV.         | Match                                                                                | 2000                       | für 2 jähr. Halbblut     | Contescina                      | von Biel (Zierow)                 |
|            |                 | V.          | Großherzogs-Paul-Stakes                                                              | 4500                       |                          | Banquo                          | von Maltzahn (Cummerow)           |
| Sonnabend  | 22. Juli 1843   | VI.         | Sweepstakes                                                                          | 2000                       | für 2 jähr. Vollblut     | Buffle                          | von Maltzahn (Cummerow)           |
|            |                 | VII.        | Hamburg-Wandsbecker Produce-Stakes                                                   | 4000                       | für 3 jähr.              | Whisker                         | von Maltzahn (Cummerow)           |
|            |                 | VIII.       | Rennen für dreijährige und ältere Pferde aller Länder                                |                            | für 3 jähr. und älter    | The Oneida                      | Meyer (Kienberg)                  |
|            |                 | IX.         | Louisen-Sophien-Rennen                                                               | 4000                       | für 3 jähr. Vollblut     | Oberon                          | von Hahn (Basedow)                |
|            |                 | X.          | Hamburg-Braunschweiger Stakes                                                        | ca. 3000                   | für 3 jähr. und 4 jähr.  | Banquo                          | von Maltzahn (Cummerow)           |
|            |                 |             | Trabrennen                                                                           |                            |                          |                                 |                                   |
| Montag     | 24. Juli 1843   | XI.         | Christian-August-Stakes                                                              | 4000                       | für 3 jähr.              | Oberon                          | von Hahn (Basedow)                |
|            |                 | XII.        | Rennen um den von Sr. Majestät dem Könige von Dänemark der Wandsbecker Bahn … (Heat) | 4500                       | für 3 jähr. und älter    | Amurath                         | Fischer                           |
|            |                 | XIII.       | Sweepstakes für Hamburger und Altonaer Reitpferde                                    |                            |                          | Schimmel-Wallach / braune Stute | Jones / R. Godeffroy              |
|            |                 | XIV.        | Prinz-Carl-von-Preußen-Stakes                                                        | 2000                       | für 3 jähr. und älter    | Cenerentola                     | Schleswig-Holstein                |
|            |                 | XV.         | Rennen für Pferde jeden Alters und Landes                                            | 2300                       |                          | Lara                            | von Wilamowitz-Möllendorf (Gadow) |
| Montag     | 29. Juli 1844   | I.          | Die Herzogs Stakes                                                                   | 2000                       | für 2 jähr. Vollblut     | schwarze Stute                  | von Maltzahn (Cummerow)           |
|            |                 | II.         | Friedrich-VI-Stakes                                                                  | 4500                       | für 3 jähr.              | Endymion                        | von Biel (Zierow)                 |
|            |                 | III.        | Rennen für dreijährige und ältere Pferde                                             | 6000                       | für 3 jähr. und älter    | Royal George                    | von Hahn (Basedow)                |
|            |                 | IV.         | Großherzog-Paul-Stakes                                                               | 4500                       | für 4 jähr.              | Argant                          | Schleswig-Holstein                |
| Mittwoch   | 31. Juli 1844   | V.          | Hamburger Stakes                                                                     | 2300                       | für 2 jähr. Vollblut     | Taurus                          | von Hahn (Basedow)                |
|            |                 | VI.         | Hamburg-Wandsbecker Produce-Stakes                                                   | 4000                       | für 3 jähr.              | Stern                           | Schleswig-Holstein                |
|            |                 | VII.        | Rennen                                                                               | 6000                       | für 3 jähr. und älter    | Royal George                    | von Hahn (Basedow)                |
|            |                 | VIII.       | Louisen-Sophien-Rennen                                                               | 4000                       | für 3 jähr. Vollblut     | Ingomar                         | Schleswig-Holstein                |
|            |                 | IX.         | Hamburg-Braunschweiger Stakes                                                        | 3000                       | für 3 jähr. und 4 jähr.  | Buffle                          | von Maltzahn (Cummerow)           |
| Sonnabend  | 26. Juli 1845   | I.          | Die Herzog-Stakes                                                                    | 2000                       | für 2 jähr.              | Deerslayer                      | von Biel (Zierow)                 |
|            |                 | II.         | Friedrich-VI-Stakes                                                                  | 4500                       | für 3 jähr.              | Talisman                        | von Hahn (Basedow)                |
|            |                 | III.        | Rennen                                                                               | 6000                       | für 3 jähr. und älter    | Royal George                    | von Hahn (Basedow)                |
|            |                 | IV.         | Großherzog-Paul-Stakes                                                               | 4500                       | für 4 jähr.              | Tantalus                        | Meyer(Kienberg)                   |
|            |                 | V.          | Hamburg-Braunschweiger Stakes                                                        | ca. 3000                   | für 3 jähr. und 4 jähr.  | Vituline                        | von Braunschweig-Lüneburg         |
| Montag     | 28. Juli 1845   | VI.         | Hamburger Stakes                                                                     | 2300                       | für 2 jähr. Vollblut     | Deerslayer                      | von Biel (Zierow)                 |
|            |                 | VII.        | Hamburg-Wandsbecker Produce-Stakes                                                   | 4000                       | für 3 jähr.              | Sea Nymph                       | von Maltzahn (Cummerow)           |
|            |                 | VIII.       | Rennen für dreijährige und ältere Pferde                                             | 6000                       | für 3 jähr. und älter    | John Bull                       | von Maltzahn (Sommersdorf)        |
|            |                 | IX.         | Louisen-Sophien-Rennen                                                               | 4000                       | für 3 jähr. Vollblut     | The Pretty-One                  | von Maltzahn (Cummerow)           |
|            |                 | X.          | Hurdle-Rennen                                                                        |                            |                          | A propos                        | von Dewitz (Groß Miltzow)         |
| Mittwoch   | 30. Juli 1845   | XI.         | Sweepstakes                                                                          | 2000                       | für 2 jähr. Vollblut     | Montrose                        | Schleswig-Holstein                |
|            |                 | XII.        | Christian-August-Stakes                                                              | 4000                       | für 3 jähr.              | Semilasso                       | Schleswig-Holstein                |
|            |                 | XIII.       | Prinz-Carl-von-Preußen-Stakes                                                        | 2000                       | für 3 jähr. und älter    | Interessant                     | von Wilamowitz-Möllendorf (Gadow) |
|            |                 | XIV.        | Rennen für Pferde jeden Alters                                                       | 2300                       |                          |                                 |                                   |
|            |                 | XV.         | Hurdle-Rennen                                                                        |                            |                          | A propos                        | von Dewitz (Groß Miltzow)         |
| Montag     | 27. Juli 1846   | I.          | Hamburger Stakes                                                                     | 2300                       | für 2 jähr. Vollblut     | Princess                        | von Maltzahn (Cummerow)           |
|            |                 | II.         | Friedrich-VI-Stakes                                                                  | 4500                       | für 3 jähr.              | Try Me                          | von Biel (Zierow)                 |
|            |                 | III.        | Hamburg-Braunschweiger Stakes                                                        | ca. 3000                   | für 3 jähr. und 4 jähr.  | Afrikaner                       | Braunschweig-Lüneburg             |
|            |                 | IV.         | Preis-Rennen                                                                         | 4500                       |                          | Incognito                       | von Wilamowitz-Möllendorf (Gadow) |
|            |                 | V.          | Hurdle-Rennen                                                                        |                            |                          | Grondolo                        | von Wilamowitz-Möllendorf (Gadow) |
| Mittwoch   | 29. Juli 1846   | VI.         | Hamburg-Wandsbecker Stakes                                                           | 4000                       | für 3 jähr.              | That’s her                      | von Maltzahn (Cummerow)           |
|            |                 | VII.        | Louisen-Sophien-Rennen                                                               | 4000                       | für 3 jähr. Vollblut     | Caradoc                         | von Hahn (Basedow)                |
|            |                 | VIII.       | Rennen                                                                               | 6000                       | für 3 jähr. und älter    | Incognito                       | von Wilamowitz-Möllendorf (Gadow) |
|            |                 | IX.         | Christian-August-Stakes                                                              |                            | für 3 jähr.              | Sunbeam                         | von Biel (Zierow)                 |
| Montag     | 26. Juli 1847   | I.          | Friedrich VI Stakes                                                                  | 4500                       | für 3 jähr.              | Osmond                          | von Hahn (Basedow)                |
|            |                 | II.         | Preis von 60 LD'or                                                                   | 4500                       | jeden Alters             | Lulu                            | von Hahn (Basedow)                |
|            |                 | III. und V. | Gentlemen Sweepstakes (Heat)                                                         | einmal die Bahn            |                          | Sunbeam                         | Caesar Godeffroy                  |
|            |                 | IV.         | Großherzog-Paul-Friedrich-Stakes                                                     | 4500                       | für 3 jähr. und 4 jähr.  |                                 |                                   |
|            |                 | VI.         | Louisen-Sophien-Rennen                                                               | 4000                       | für 3 jähr. Vollblut     |                                 |                                   |
|            |                 | VII.        | Hurdle-Rennen                                                                        | einmal die Bahn, 5 Hurdles |                          | Glanzkäfer                      | Graf zu Solms                     |
| Mittwoch   | 28. Juli 1847   | VIII.       | Steeple-Chase                                                                        |                            |                          | Ferryman                        | von Ohlen                         |
|            |                 | IX.         | Hamburger Stakes                                                                     | 2300                       | für 2 jähr. Vollblut     | Armin                           | von Maltzahn (Cummerow)           |
|            |                 | X.          | Hamburg-Wandsbecker Produce-Stakes                                                   | 4000                       | für 3 jähr.              | Taurus                          | Schleswig-Holstein                |
|            |                 | XI.         | Preis von 60 LD'or                                                                   | 6000                       | jeden Alters             | Bonby Robin                     | von Fürstenberg (Herdringen)      |
|            |                 | XII.        | Christian-August-Stakes                                                              | 4000                       | für 3 jähr.              | Atta Troll                      | von Hertefeld (Liebenberg)        |
| Montag     | 14. August 1848 |             | (keine Rennberichte)                                                                 |                            |                          |                                 |                                   |
| Mittwoch   | 16. August 1848 |             | (keine Rennberichte)                                                                 |                            |                          |                                 |                                   |